# Scaphyglottis behrii
Scaphyglottis behrii é uma espécie de orquídea epífita, família Orchidaceae, que habita do México à Venezuela.